# Bufo juxtasper
Bufo juxtasper és una espècie d'amfibi que viu a Brunei, Indonèsia i Malàisia.